# Culex curvibrachius
Culex curvibrachius är en tvåvingeart som beskrevs av Angulo 1993. Culex curvibrachius ingår i släktet Culex och familjen stickmyggor. Inga underarter finns listade i Catalogue of Life.